# Cortaderia araucana
Cortaderia araucana är en gräsart som beskrevs av Otto Stapf. Cortaderia araucana ingår i släktet Cortaderia, och familjen gräs. Inga underarter finns listade i Catalogue of Life.